# Chaudes Journées
Pour plus de détails, voir Fiche technique et Distribution.
Chaudes Journées (russe : Горячие денечки, Goriatchie denetchki) est une comédie romantique soviétique réalisée par Iossif Kheïfitz et Alexandre Zarkhi, sortie en 1935.

## Synopsis
Des unités blindées de l'Armée rouge arrivent dans une petite ville de province pour y mener des exercices militaires. Le commandant de char BT-2 Mikhaïl Belokon (Nikolaï Simonov) loue une chambre chez les parents de Toni Joukova (Tatiana Okounevskaïa), étudiante à l'école d'agriculture. Une relation amoureuse naît entre les deux jeunes gens. Cependant, chacun d'eux estime que ces sentiments naissants pourraient nuire à ce qu'ils considèrent comme plus important dans la vie : pour Toni, ses études à l'école technique, pour Mikhaïl, la préparation des véhicules de combat et des soldats de l'Armée rouge aux manœuvres à venir. Néanmoins, les héros surmontent leur incompréhension mutuelle et se déclarent leur flamme.
« Герои «военной» комедии Хейфица и Зархи «Горячие денёчки» <…> при первом знакомстве кажутся очень далёкими от социалистических образцов. Боевой командир находится в мучительном раздумье, бросить ли ему любимую девушку или позорно провалиться на бронетанковом учении. А любимая девушка, так та и вовсе кажется «мещанкой», она готова бросить всё и сама броситься в воду от неудачной, неразделённой любви. »
— Adrian Piotrovski

« Les héros de la comédie « militaire » de Heifitz et Zarkhi, Chaudes Journées […], semblent à première vue très éloignés des modèles socialistes. Le commandant de combat est tourmenté par le dilemme suivant : doit-il quitter sa petite amie ou échouer honteusement à l'entraînement blindé ? Quant à sa petite amie, elle semble tout à fait « bourgeoise » : elle est prête à tout abandonner et à se jeter à l'eau à cause d'un amour malheureux et non partagé. »

## Fiche technique
- Titre français : Chaudes Journées[2]
- Titre original : Горячие денечки, Goriatchie denetchki[3]
- Réalisation : Iossif Kheïfitz, Alexandre Zarkhi
- Scénario : Alexandre Zarkhi
- Photographie : Mikhaïl Kaplan (ru)
- Musique : Valeri Jelobinski (ru)
- Décors : Anatoli Bossoulaïev
- Production : Lenfilm
- Pays de production :  Union soviétique
- Langue originale : russe
- Format : Noir et blanc - 1,37:1 - Son mono - 35 mm
- Durée : 90 minutes
- Genre : Comédie romantique
- Dates de sortie : 
  - Union soviétique : février 1935 (Festival de Moscou 1935) ; 1er mai 1935 (sortie nationale)

## Distribution
- Nikolaï Simonov : Mikhaïl Trofimovitch Belokon
- Tatiana Okounevskaïa (ru) : Tonia Joukova
- Ianina Jeïmo : Kika
- Nikolaï Tcherkassov : Kolka Lochak
- Alexeï Gribov : Gorbounov
- Vladimir Sladkopevtsev (ru) : Terenti Joukov
- Aleksandr Melnikov (ru) : un tankiste
- Matveï Pavlikov (ru) : un tankiste

## Accueil critique
De nombreuses sources cinématographiques soulignent avant tout la qualité technique du film, exceptionnelle pour l'époque : prises de vue combinées, qualité du son et optique utilisée par le chef opérateur. Lorsqu'ils discutent de l'aspect créatif du film, les historiens du cinéma indiquent clairement que la comédie lyrique est un genre « absolument contre-indiqué pour les intellectuels de Lenfilm (Zarkhi et Heifitz) ». La légèreté du scénario s'explique en grande partie par le fait que les réalisateurs cherchaient à se détendre après la tension tragique de leur film précédent, Ma patrie (ru) (le film a été interdit de diffusion en URSS). « L'ascension et la chute de Ma patrie ne pouvaient manquer d'avoir un impact sur notre état d'esprit », se souvient Joseph Heifitz.
Parmi les réussites créatives, on retiendra le petit mais brillant rôle comique de Kolka Loshaka interprété par Nikolaï Tcherkassov.